# Graphics Environment Manager
Graphics Environment Manager — оконная система, созданная Digital Research, Inc. (DRI) для использования с операционной системой CP/M на микропроцессорах Motorola 68000 и Intel 8088. Поздние версии работали с DOS.
GEM в первую очередь известен как графический интерфейс серии компьютеров Atari ST, а также он поддерживался на серии IBM PC-совместимых компьютеров, начиная с Amstrad. Также он был доступен для стандартных IBM PC во времена 6-МГц IBM PC/AT. 
GEM являлся ядром для небольшого числа программ DOS, наиболее известная из них — Ventura Publisher. Также он был портирован на ряд компьютеров, у которых не было графического интерфейса, однако не приобрёл популярности на этих платформах. DRI производила FlexGEM для операционной системы реального времени FlexOS.